# Йохан Шилтбергер
Йохан Шилтбергер понякога също Йоханес или Ханс Шилтбергер (на немски: Johannes Schiltberger, Johann, Hannes, Hans; * септември 1380 във Фрайзинг или Мюнхен; † сл. 1440) е участник в Кръстоносния поход от Никополис, станал известен със своя автобиографичен пътепис.

## Биография
Йохан произлиза от баварска благородническа фамилия от местността около Айхах. На 15 години тръгва като момче, носещо шилда в свитата на господаря си Леонхард Райхартингер от Мюнхен, във войната против османците. В битката при Никопол на 28 септември 1396 г., която християнската войска под командването на унгарския крал Сигизмунд Люксембургски губи, Шилтбергер попада в османски плен. Райхартингер е убит. Йохан прекарва шест години в османски плен като първоначално е зачислен в пехотата, а по-късно като кавалерист участва в походите на султан Баязид I.
През 1402 г. при разгрома на османците в битката при Анкара попада заедно със султана в монголски плен и оттогава до 1405 г. служи във войската при Тимур, а след това до 1417 г. и при неговите наследници – Абу Бакр, сина на Миран Шах и внук на Тимур, по-късно при Кипчак-принца Čegre, който за кратко е кан на Златната орда. От 1417 до 1422 г. Шилтбергер е на територията на Златната орда и стига също до места източно от Урал и в Кавказ.
През 1426 г. успява да избяга и се връща в Бавария през 1427 г. като описва в автобиография своите преживявания през тридесетгодишния си плен. В Бавария служи на съседа си по чифлик, на по-късния херцог Албрехт III, като командир на охраната, както съобщава Йоханес Авентинус. Когато през 1438 г. херцогът се качва на трона в Мюнхен, Шилтбергер остава в своя чифлик, където и умира (датата не е известна).
Понякога Шилтбергер е наричан „немският Марко Поло“. Неговият пътепис е широко разпространен през късния 15 и през 16 век. Според неговия разказ, той е видял всички страни около Черно море, Египет, Багдад и Персия, територията от Херат до Делхи, Самарканд, Сибир и Константинопол. Пътеписът му е отпечатан около 1473 г. 
На български език "Пътепис" на Ханс Шилтебрегер излиза през 1971 г. в издание на "Издателство на Отечествия фронт", в превод на Мария Киселинчева и под редакцията на Вера Мутафчиева.